# Marcelinho (ur. 1990)
Marcelinho, właśc. Marcelo Gil Fernando (ur. 28 marca 1990 w Osasco) – brazylijski piłkarz, grający na pozycji napastnika.

## Kariera klubowa
Jest wychowankiem klubu Corinthians Paulista, w którym rozpoczął karierę piłkarską. Od 2010 do 2011 występował na zasadach wypożyczenia w klubach Monte Azul, Ponte Preta i Mirassol. Latem 2011 przeszedł do Grêmio Barueri. 15 lutego 2013 roku został piłkarzem Karpat Lwów. 31 stycznia 2014 został wypożyczony do końca roku do Ituano Itu. 22 czerwca 2015 został wypożyczony do końca roku do Oeste. 2 lutego 2016 klub Ituano Itu wykupił transfer piłkarza.

## Sukcesy i odznaczenia

### Sukcesy klubowe
- zdobywca Copa São Paulo: 2009
- zdobywca Pucharu Brazylii: 2009
- mistrz Campeonato Paulista: 2009